# گلیز ۷۷۷
گلیز ۷۷۷ یک ستاره است که در صورت فلکی ماکیان قرار دارد.